# PS/2
O conector PS/2 é um conector mini-DIN de 6 pinos usado para conectar teclados e mouses a um sistema de computador compatível com PC. Seu nome vem da série de computadores pessoais IBM Personal System/2, com o qual ele foi introduzido em 1987. O conector de mouse PS/2 geralmente substitui antigos conectores de "mouses seriais" DE-9 RS-232, enquanto o conector de teclado PS/2 substituiu o conector DIN mais largo de 5 pinos/180º usado no desenho do IBM PC/AT. Os desenhos PS/2 nas interfaces de teclados e mouses são eletricamente similares e empregam o mesmo protocolo de comunicação. Entretanto, a porta de teclado ou mouse de um determinado sistema pode não ser intercambiável uma vez que os dois dispositivos usam um conjunto de comandos diferentes.

## Protocolo de comunicação
A comunicação é serial, síncrona e bidirecional. O dispositivo conectado gera o sinal de relógio. O hospedeiro controla a comunicação usando a linha de relógio. Quando o hospedeiro puxa o relógio para baixo, a comunicação do dispositivo é inibida.